# 第40普通科連隊
第40普通科連隊（だいよんじゅうふつうかれんたい、JGSDF 40th Infantry Regiment）は、陸上自衛隊小倉駐屯地（福岡県北九州市小倉南区）に駐屯する第4師団隷下の普通科連隊である。

## 概要
連隊長は1等陸佐（二）をもって充てられ、小倉駐屯地司令を兼ねる。連隊本部、本部管理中隊、4個普通科中隊および重迫撃砲中隊により編成される。
訓練は主に曽根訓練場や日出生台演習場などで実施する。

## 沿革
第19普通科連隊第2大隊
- 1956年（昭和31年）1月25日：第19普通科連隊第2大隊が小倉駐屯地において編成完結。

第40普通科連隊
- 1962年（昭和37年）8月15日：第19普通科連隊第2大隊を基幹として第40普通科連隊が小倉駐屯地において編成完結。
- 1977年（昭和52年）3月25日：北九州市平尾台の野焼きが山火事化したことから、福岡県知事の要請に基づき212人が出動[1]。
- 1990年（平成02年）3月26日：第4師団の近代化改編により、自動車化連隊へ改編。
- 2003年（平成15年）3月27日：第4師団の「沿岸配備型師団」への改編。

1. 軽装甲機動車および01式軽対戦車誘導弾が配備。
2. 後方支援体制変換に伴い、整備部門を第4後方支援連隊第2整備大隊第3普通科直接支援隊へ移管。

- 2013年（平成25年）3月26日：整備支援部隊が第2普通科直接支援中隊へ改編。

## 部隊編成
- 第40普通科連隊本部
- 本部管理中隊「40普-本」
  - 中隊本部
  - 連隊本部班：82式指揮通信車
  - 情報小隊：軽装甲機動車、偵察用オートバイ
  - 通信小隊
  - 施設作業小隊：小型ドーザ、資材運搬車
  - 補給小隊：3 1/2tトラック
  - 衛生小隊：１1/2t救急車
  - 狙撃班
- 第1普通科中隊「40普-1」：高機動車、81mm迫撃砲 L16、01式軽対戦車誘導弾
- 第2普通科中隊「40普-2」：高機動車、81mm迫撃砲 L16、01式軽対戦車誘導弾
- 第3普通科中隊「40普-3」：高機動車、81mm迫撃砲 L16、01式軽対戦車誘導弾
- 第4普通科中隊「40普-4」：軽装甲機動車、81mm迫撃砲 L16、01式軽対戦車誘導弾
- 重迫撃砲中隊「40普-重」：120mm迫撃砲 RT

## 整備支援部隊
- 第4後方支援連隊第2整備大隊第3普通科直接支援隊「4後支-2-3普」（小倉駐屯地）：2003年（平成15年）3月27日から
- 第4後方支援連隊第2整備大隊第2普通科直接支援中隊「4後支-2-2普」（小倉駐屯地）：2013年（平成25年）3月26日から

## 主要幹部
| 官職名                             | 階級    | 氏名     | 補職発令日     | 前職                                   |
| ---------------------------------- | ------- | -------- | -------------- | -------------------------------------- |
| 第40普通科連隊長 兼 小倉駐屯地司令 | 1等陸佐 | 佐藤靖倫 | 2024年04月01日 | 陸上自衛隊東北補給処装備計画部企画課長 |

| 代 | 氏名     | 在職期間                        | 前職                                            | 後職                                                   |
| -- | -------- | ------------------------------- | ----------------------------------------------- | ------------------------------------------------------ |
| 01 | 青木香   | 1962年08月15日 - 1964年08月13日 | 第19普通科連隊付                                | 東北方面総監部幕僚副長                                 |
| 02 | 原満寿夫 | 1964年08月14日 - 1966年07月15日 | 陸上幕僚監部第2部総括班長                       | 陸上自衛隊富士学校企画室長                             |
| 03 | 木村重夫 | 1966年07月16日 - 1968年07月15日 | 中部方面総監部第2部長                           | 自衛隊静岡地方連絡部長                                 |
| 04 | 後藤健   | 1968年07月16日 - 1970年07月15日 | 陸上自衛隊富士学校総合教育部勤務                | 自衛隊佐賀地方連絡部長                                 |
| 05 | 加來鐡雄 | 1970年07月16日 - 1972年03月15日 | 第3陸曹教育隊長                                 | 東部方面総監部付                                       |
| 06 | 小川光介 | 1972年03月16日 - 1974年03月15日 | 中部方面総監部業務室長                          | 第4陸曹教育隊長 兼 松山駐とん地司令                    |
| 07 | 滑石隆   | 1974年03月16日 - 1976年03月15日 | 陸上自衛隊富士学校学校教官                      | 陸上自衛隊幹部候補生学校学生隊長                       |
| 08 | 平山誠   | 1976年03月16日 - 1978年01月09日 | 中部方面総監部業務室長                          | 陸上自衛隊富士学校普通科部副部長                       |
| 09 | 鈴木英樹 | 1978年01月10日 - 1980年03月16日 | 陸上幕僚監部第5部付                             | 第6師団司令部幕僚長                                    |
| 10 | 鍬田利夫 | 1980年03月17日 - 1982年08月01日 | 防衛大学校教授                                  | 陸上幕僚監部監理部総務課 庶務班長                      |
| 11 | 藤本定男 | 1982年08月02日 - 1984年07月31日 | 第1師団司令部第1部長                            | 陸上自衛隊幹部学校学校教官                             |
| 12 | 佐藤幸憲 | 1984年08月01日 - 1986年07月31日 | 陸上幕僚監部調査部付                            | 東部方面総監部調査部長                                 |
| 13 | 田代儀雄 | 1986年08月01日 - 1989年03月31日 | 陸上幕僚監部人事部人事計画課勤務                | 陸上幕僚監部総括副監察官                               |
| 14 | 安村勇徳 | 1989年04月01日 - 1991年03月15日 | 陸上幕僚監部防衛部運用課 運用第1班長            | 北部方面総監部防衛部長                                 |
| 15 | 原充宏   | 1991年03月16日 - 1993年03月23日 | 陸上幕僚監部調査部調査第2課 調査第1班長         | 統合幕僚会議事務局第2幕僚室 情報運用調整官 兼 情報班長 |
| 16 | 赤松修三 | 1993年03月24日 - 1996年03月31日 | 第3師団司令部第3部長                            | 自衛隊岡山地方連絡部長                                 |
| 17 | 小西泰巳 | 1996年04月01日 - 1998年06月30日 | 陸上幕僚監部調査部調査第1課 業務班長            | 東北方面総監部調査部長                                 |
| 18 | 宮島俊信 | 1998年07月01日 - 1999年12月09日 | 陸上幕僚監部装備部装備計画課 後方計画班長       | 陸上幕僚監部監理部総務課 広報室長                      |
| 19 | 市田信行 | 1999年12月10日 - 2001年07月31日 | 陸上幕僚監部人事部人事計画課 企画班長           | 陸上自衛隊研究本部主任研究開発官                       |
| 20 | 反怖謙一 | 2001年08月01日 - 2003年07月31日 | 陸上幕僚監部教育訓練部訓練課訓練班長            | 陸上自衛隊研究本部研究員                               |
| 21 | 二見弘幸 | 2003年08月01日 - 2006年03月26日 | 第8師団司令部第3部長                            | 自衛隊栃木地方連絡部長                                 |
| 22 | 藤本和敏 | 2006年03月27日 - 2008年03月31日 | 統合幕僚会議事務局第1幕僚室 人事計画班長        | 陸上自衛隊幹部学校主任教官                             |
| 23 | 青木泰憲 | 2008年04月01日 - 2010年07月31日 | 北部方面総監部装備部後方運用課長                | 西部方面指揮所訓練支援隊長                             |
| 24 | 中村裕亮 | 2010年08月01日 - 2012年07月25日 | 陸上幕僚監部教育訓練部教育訓練課 訓練・演習班長 | 陸上幕僚監部教育訓練部 教育訓練課長                    |
| 25 | 五十嵐淳 | 2012年07月26日 - 2014年07月31日 | 第9師団司令部第3部長                            | 陸上幕僚監部防衛部防衛課勤務                           |
| 26 | 野崎英二 | 2014年08月01日 - 2016年07月31日 | 陸上幕僚監部副法務官                            | 北部方面総監部法務官                                   |
| 27 | 淺田健   | 2016年08月01日 - 2018年11月30日 | 中央即応集団司令部報道官                        | 陸上自衛隊富士学校普通科部教育課長                     |
| 28 | 杉村繁実 | 2018年12月01日 - 2020年08月24日 | 陸上幕僚監部人事教育部補任課 人事第1班長        | 陸上幕僚監部指揮通信システム・情報部 情報課長          |
| 29 | 中村雄三 | 2020年08月25日 - 2023年03月29日 | 陸上幕僚監部人事教育部人事教育計画課 企画班長   | 陸上自衛隊教育訓練研究本部勤務                         |
| 30 | 塚本洋邦 | 2023年03月30日 - 2024年03月31日 | 西部方面総監部人事部援護業務課長                | 第4師団司令部付                                        |
| 31 | 佐藤靖倫 | 2024年04月01日 -                | 陸上自衛隊東北補給処装備計画部 企画課長         |                                                        |

## 主要装備
- 82式指揮通信車
- 軽装甲機動車
- 高機動車
- 1/2tトラック / 73式小型トラック
- 1 1/2tトラック / 73式中型トラック
- 3 1/2tトラック / 73式大型トラック
- 89式5.56mm小銃
- 20式5.56mm小銃
- 5.56mm機関銃MINIMI
- 9mm拳銃
- 9mm拳銃SFP9
- 84mm無反動砲
- 01式軽対戦車誘導弾
- 81mm迫撃砲 L16
- 120mm迫撃砲 RT

## 警備隊区
福岡県のうち、北九州地方（北九州市・中間市・行橋市・豊前市・遠賀郡・京都郡・築上郡）である。
- 第1普通科中隊 - 行橋市・京都郡（苅田町・みやこ町）
- 第2普通科中隊 - 北九州市若松区・中間市・遠賀郡（遠賀町・芦屋町・水巻町・岡垣町）
- 第3普通科中隊 - 豊前市・築上郡（築上町・上毛町・吉富町）
- 第4普通科中隊 - 北九州市小倉北区・門司区・戸畑区
- 重迫撃砲中隊 - 北九州市小倉南区・八幡西区・八幡東区

## 廃止（改編）部隊
- 2003年（平成15年）3月27日廃止
  - 第40普通科連隊本部管理中隊管理整備小隊「40普-本」（小倉駐屯地）：整備部門を第4後方支援連隊第2整備大隊第3普通科直接支援隊へ移管。